# Alchemilla bonae
Alchemilla bonae é uma espécie de rosácea do gênero Alchemilla, pertencente à família Rosaceae.